# Río Arriba (Arecibo)
Río Arriba es un barrio ubicado en el municipio de Arecibo en el estado libre asociado de Puerto Rico. En el Censo de 2010 tenía una población de 858 habitantes y una densidad poblacional de 37,48 personas por km².

## Geografía
Río Arriba se encuentra ubicado en las coordenadas 18°20′28″N 66°41′2″O / 18.34111, -66.68389. Según la Oficina del Censo de los Estados Unidos, Río Arriba tiene una superficie total de 22.89 km², de la cual 21.87 km² corresponden a tierra firme y (4.47%) 1.02 km² es agua.

## Demografía
Según el censo de 2010, había 858 personas residiendo en Río Arriba. La densidad de población era de 37,48 hab./km². De los 858 habitantes, Río Arriba estaba compuesto por el 90.68% blancos, el 3.03% eran afroamericanos, el 0.12% eran amerindios, el 4.08% eran de otras razas y el 2.1% pertenecían a dos o más razas. Del total de la población el 98.6% eran hispanos o latinos de cualquier raza.